# Stephanopora
Stephanopora is een mosdiertjesgeslacht uit de familie van de Exechonellidae en de orde Cheilostomatida. De wetenschappelijke naam ervan is in 1888 voor het eerst geldig gepubliceerd door Kirkpatrick.

## Soorten
- Stephanopora cribrispinata Kirkpatrick, 1888
- Stephanopora perelegans (Harmer, 1957)